# Marion Viertler
Marion Viertler (* 26. November 2001 in Schlanders) ist eine italienische Tennisspielerin.

## Karriere
Viertler begann mit vier Jahren das Tennisspielen und spielt vor allem auf Turnieren der ITF Women’s World Tennis Tour, wo sie bislang einen Titel im Einzel gewann.
2021 spielte sie für den TC Grün-Weiss Luitpoldpark München in der 1. Tennis-Bundesliga.

## Turniersiege

### Einzel
| Nr. | Datum            | Turnier | Kategorie | Belag | Finalgegnerin              | Ergebnis |
| --- | ---------------- | ------- | --------- | ----- | -------------------------- | -------- |
| 1.  | 1. Dezember 2019 | Kairo   | ITF W15   | Sand  | Lamis Alhussein Abdel Aziz | 6:1, 6:4 |